# Overkill Software
Overkill Software est un studio de développement de jeux vidéo fondé en 2009 à Stockholm par Ulf et Bo Andersson, anciens fondateurs de GRIN.
L'entreprise est depuis 2012 une filiale de Starbreeze Studios.

## Jeux développés
| Titre                       | Année | Genre                                                | Plateforme                                                                 |
| --------------------------- | ----- | ---------------------------------------------------- | -------------------------------------------------------------------------- |
| Payday: The Heist           | 2011  | Jeu de tir à la première personne et mode coopératif | Windows, PlayStation Network                                               |
| Payday 2                    | 2013  | Jeu de tir à la première personne et mode coopératif | Windows, PlayStation 4, Xbox One, Nintendo Switch, PlayStation 3, Xbox 360 |
| Overkill's The Walking Dead | 2018  | Jeu de tir à la première personne et mode coopératif | Windows                                                                    |
| Payday 3                    | 2023  | Jeu de tir à la première personne et mode coopératif | Windows, PlayStation 5, Xbox Series                                        |